# Britta Stolterfoht
Britta Stolterfoht  (* 21. August 1970 in Stuttgart) ist eine deutsche Linguistin und Psycholinguistin. Sie ist Professorin für Germanistische Linguistik/Psycholinguistik an der Universität Tübingen.

## Leben
Britta Stolterfoht besuchte das Karls-Gymnasium Stuttgart. Sie studierte von 1990 bis 1999 an der Freien Universität Berlin Germanistik, Skandinavistik, Theaterwissenschaft, Philosophie und Psychologie. 1999 erwarb sie dort den Magister Artium in den Fächern Linguistik, Philosophie und Psychologie. Von 2000 bis 2004 war sie Doktorandin im Arbeitsbereich Neuropsychologie am Max-Planck-Institut für Kognitions- und Neurowissenschaften in Leipzig und assoziiertes Mitglied im Graduiertenkolleg „Universalität und Diversität: Sprachliche Strukturen und Prozesse“ an der Universität Leipzig. Sie promovierte 2004 an der Philologischen Fakultät der Universität Leipzig zum Dr. phil.
Während des Jahres 2005 war Stolterfoht Gastdozentin am Department of Linguistics und Psychology Department an der University of Massachusetts in Amherst, USA. Von Januar bis September 2006 arbeitete sie am Institut für Linguistik der Universität Leipzig, im Anschluss daran an der Universität Tübingen als Wissenschaftliche Mitarbeiterin bzw. Wissenschaftliche Assistentin. 2010 erhielt sie dort zunächst die Vertretungsprofessur und darauffolgend bis 2016 die Juniorprofessur für Germanistische Linguistik/Psycholinguistik. Zum Wintersemester 2016/17 wurde sie W3-Professorin für Germanistische Linguistik/Psycholinguistik an der Universität Tübingen.
Stolterfohts Schwerpunktthema in der Psycholinguistik ist das Sprachverstehen, das sie hinsichtlich der Verarbeitung von Argumenten und Adjunkten,  syntaktischer, semantischer und pragmatischer Prozesse sowie informationsstruktureller und prosodischer Faktoren untersucht. Ihre Methoden sind dabei unter anderem Reaktionszeitmessungen, Ereigniskorrelierte Hirnpotentiale (EKPs) und Blickbewegungsmessung.
Britta Stolterfoht ist Schwester des Lyrikers Ulf Stolterfoht.

## Auszeichnungen
- 2005 Postdoktoranden-Stipendium des Deutschen Akademischen Austauschdienstes (DAAD) für einen einjährigen Forschungsaufenthalt an der University of Massachusetts, Amherst, USA
- 2003 Jerrold J. Katz Young Scholar Award, 16th Annual CUNY Conference on Human Sentence Processing, Cambridge, Massachusetts[5]

## Veröffentlichungen (Auswahl)
Monografie
- 2005: Processing word order variations and ellipses: The interplay of syntax and information structure during sentence comprehension. Leipzig: MPI Series in Human Cognitive and Brain Sciences.

Herausgeberschaft
- 2012: Empirical Approaches to Linguistic Theory: Studies in Meaning and Structure (zusammen mit S. Featherston). Berlin: De Gruyter.

Artikel in Zeitschriften und Sammelwerken
- 2019: B. Stolterfoht, H. Gauza, M. Störzer: Incrementality in Processing Complements and Adjuncts: Construal Revisited. In: K. Carlson, C. Clifton, Jr., J. Fodor (Hrsg.): Grammatical Approaches to Language Processing. Studies in Theoretical Psycholinguistics, vol 48. Berlin: Springer International Publishing, doi:10.1007/978-3-030-01563-3_12.
- 2013: M. Störzer, B. Stolterfoht: Syntactic Base Positions for Adjuncts? Psycholinguistic Studies on Frame and Sentence Adverbials. In: Questions and Answers in Linguistics, 1(2), S. 57–72, link.
- 2007: B. Stolterfoht, L. Frazier, C. Clifton: Adverbs and sentence topics in processing English. In: S. Featherston, W. Sternefeld (eds.): Roots - Linguistics in Search of its Evidential Base. Berlin: De Gruyter, S. 361–374.
- 2007: B. Stolterfoht, A. D. Friederici, K. Alter, A. Steube: Processing focus structure and implicit prosody: differential ERP effects. In: Cognition, 104, S. 565–590, PMID 16989798.
- 2004: B. Stolterfoht, M. Bader: Focus structure and the processing of word order variations in German. In: A. Steube (Hrsg.): Information Structure: Theoretical and Empirical Aspects. Berlin: De Gruyter.